# Concerts (musikalbum av Keith Jarrett)
Concerts från 1982 är ett soloalbum med pianisten Keith Jarrett. Det är inspelat live 28 maj 1981 i Festspielhaus, Bregenz, Österrike och 2 juni 1981 i Herkulesaal, München. Det gavs ursprungligen ut på en trippel-LP. Den första CD-utgåvan från 1982 innehöll endast konserten i Bregenz och först 2013 gav ECM ut hela materialet på CD.

## Låtlista
All musik är skriven av Keith Jarrett.
1. Festspielhaus Part I – 21:54
2. Festspielhaus Part II – 12:04
3. Untitled – 9:30
4. Heartland – 6:03
5. Herkulesaal Part I – 23:22
6. Herkulesaal Part II – 23:32
7. Herkulesaal Part III – 26:29
8. Herkulesaal Part IV – 11:38
9. Mon coeur est rouge – 7:11
10. Heartland – 6:11

## Medverkande
- Keith Jarrett – piano